# 三島幸夫
もしかして
- 三島由紀夫

ではありませんか？